# گورستان اجل نوده
گورستان اجل نوده مربوط به سده‌های اولیه دوران‌های تاریخی پس از اسلام است و در شهرستان رضوانشهر، بخش پره سر، دهستان ارده، روستای نوده واقع شده و این اثر در تاریخ ۹ بهمن ۱۳۸۶ با شمارهٔ ثبت ۲۰۷۰۳ به‌عنوان یکی از آثار ملی ایران به ثبت رسیده است.